# Chloridolum klaesii
Chloridolum klaesii es una especie de escarabajo longicornio del género Chloridolum, tribu Callichromatini, familia Cerambycidae. Fue descrita científicamente por Ritsema en 1887.
Se distribuye por Indonesia (Sumatra). Mide 38-50 milímetros de longitud. El período de vuelo ocurre en el mes de marzo.